# Шахаб аль-Мухаджир
Санауллах Гафари (пушту ثناءالله غفاری‎; род. 28 октября 1994, Афганистан), более известный как Шаха́б аль-Муха́джир (араб. شهاب المهاجر‎) — исламистский террорист, главнокомандующий боевой группировки «Исламское государство — провинция Хорасан» (ИГ-Х) с 2020 года.

## Биография
Гафари родился в семье купцов недалеко от района Шакардара в Кабуле, его семья, как сообщается, мигрировала из Индии в Афганистан. Он получил религиозное образование в медресе Гаффари в Кабуле и получил инженерную степень в Кабульском университете.
По словам журналиста Iran International и Afghanistan International Таджуджудена Соруша, он работал субподрядчиком охранной компании и часто посещал аэродром Баграм. Афганский журналист Билал Савари сообщает, что Гафари был специальным охранником тогдашних первых вице-президентов Абдул-Рашида Достума и Амруллы Салеха и имел лицензию на передачу оружия с 2017 года.
Сообщается, что он присоединился к сети Хаккани с 2010 по 2012 год и стал оперативником среднего звена до своего дезертирства в 2015 году. Талибан отрицает, что Гафари был членом сети Хаккани.
В апреле 2020 года Гафари был назначен эмиром и главой операций ИГ-Х. Сообщается, что он также является первым неафганским или непакистанским гражданином, названным эмиром ИГ-Х.
После теракта в аэропорту Кабула в 2021 году, организованного Гафари, талибы объявили, что примут все возможные меры, чтобы поймать его.